# Rogulyat Island
Rogulyat Island (englisch; bulgarisch остров Рогулят ostrow Roguljat) ist eine felsige, in ost-westlicher Ausrichtung 350 m lange und 160 m breite Insel im Palmer-Archipel vor der Westküste der Antarktischen Halbinsel. Sie ist die südlichste dreier Inseln in der Krivina Bay von Trinity Island und liegt 2,5 km südlich des Lyon Peak sowie 2,1 km nordöstlich des Romero Point. Von Dink Island im Nordosten trennt sie eine 180 m breite Passage.
Britische Wissenschaftler kartierten sie 1978. Die bulgarische Kommission für Antarktische Geographische Namen benannte sie 2013 nach der Ortschaft Roguljat im Norden Bulgariens.